# Голленберг (Нідерланди)
Голленберг (нід. Hollenberg) — селище в нідерландській провінції Гелдерланд. Входить до муніципалітету Алтен.
У 18 сторіччі на місці сучасного селища проводилися страти.